# 井里汶苏丹国
井里汶蘇丹國為十五世紀在西爪哇建立的伊斯蘭蘇丹國。井里汶蘇丹國在十六到十七世紀曾為附近地區的經濟與貿易中心，直到1677年該蘇丹國第一次分裂，1807年第二次分裂，並在十九世紀時正式成為荷屬東印度公司的保護國。